# ترلاز
ترلاز (به فرانسوی: Trélazé) یک کمون در فرانسه است که در Canton of Angers-Trélazé واقع شده‌است.

## خصوصیات
ترلاز ۱۲٫۲ کیلومترمربع مساحت و ۱۱٬۰۲۵ نفر جمعیت دارد و ۲۲ متر بالاتر از سطح دریا واقع شده‌است.